# Czysta krew
Czysta krew (oryg. True Blood) – amerykański serial telewizyjny wyprodukowany przez Alana Balla, nakręcony na podstawie serii powieści Charlaine Harris, The Southern Vampire Mysteries, opowiadających o koegzystencji wampirów i ludzi w Bon Temps, fikcyjnym miasteczku w stanie Luizjana. Serial skupia się wokół Sookie Stackhouse (Anna Paquin), telepatycznej kelnerki, która zakochuje się w wampirze Billu Comptonie (Stephen Moyer).
Serial transmitowany jest w sieci telewizji kablowej HBO w Stanach Zjednoczonych. Jest on produkowany przez HBO wraz z produkcją firmy Ball, Your Face Goes Here Entertainment. Miał on premierę 7 września 2008 roku.
Pierwszy sezon zdobył uznanie krytyków i zdobył kilka nagród, w tym Złoty Glob i nagrodę Emmy. Drugi, 12-odcinkowy sezon, miał premierę 14 czerwca 2009 roku. 30 lipca tego samego roku HBO potwierdziło przedłużenie serialu o trzeci sezon, którego emisja rozpoczęła się 13 czerwca 2010 roku. 21 czerwca 2010 roku HBO poinformowało o czwartym sezonie serialu.
HBO ogłosiło, że piąty sezon składający się z dwunastu odcinków będzie miał premierę 10 czerwca 2012 roku.
Serial został prolongowany do serii siódmej która, podobnie jak szósta będzie rozpisana na 10 odcinków.

## Fabuła
Akcja serialu rozpoczyna się dwa lata po wynalezieniu przez japońską firmę syntetycznej, sztucznej krwi, która przyczyniła się do „ujawnienia się” wampirów. Posiadając substytut pożywienia, postanawiają współistnieć z ludźmi w pokoju. Po stronach obu gatunków znajdują się zwolennicy i przeciwnicy tej koegzystencji. Sprawy komplikuje odwieczna żądza krwi wampirów oraz fakt, że krew wampirów ma na ludzi niezwykły wpływ – leczy ich rany oraz wyostrza zmysły, ale jednocześnie silnie uzależnia.
Główną postacią serii jest Sookie Stackhouse (Anna Paquin), kelnerka posiadająca dar czytania ludzkich myśli. Swoje zdolności traktuje jako przekleństwo, więc z chwilą pojawienia się w jej życiu Billa (Stephen Moyer), 173-letniego wampira, którego myśli nie potrafi odczytać, jest nim oczarowana. Bill również dostrzega w Sookie istotę przewyższającą rodzaj ludzki i stara się ją lepiej poznać.
Związek ten nie podoba się ani znajomym Sookie, ani towarzyszom z gatunku Billa. Sprawy komplikują się jeszcze bardziej, gdy w miasteczku zaczynają ginąć kobiety.

## Bohaterowie i obsada
- Sookie Stackhouse (Anna Paquin) – 48 odcinków – 25 lat, kelnerka w pubie Merlotte’s. W dzieciństwie, podczas powodzi straciła rodziców – razem z bratem wychowała się u babci. Po pewnym czasie dowiaduje się, że jest hybrydą elfa/wróżki i człowieka (posiada zdolność telepatii, tj. czytania w myślach innych), strzela świetlnymi pociskami z dłoni.
- Bill Compton (Stephen Moyer) – 48 odcinków – William Thomas Compton, 173-letni wampir. Jako człowiek mieszkał w Bon Temps, do którego powraca po ujawnieniu się wampirów.
- Jason Stackhouse (Ryan Kwanten) – 48 odcinków – brat Sookie, uważany za mało rozgarniętego. Główne zainteresowania – rozrywka, kobiety. Przez pewien czas zmaga się z uzależnieniem od "V"- krwi wampirów, ale udaje mu się przezwyciężyć uzależnienie. Pracuje w ekipie zajmującej się utrzymaniem dróg w miasteczku Bon Temps, później wstępuje do tamtejszej policji, by po pewnym czasie zostać zastępcą szeryfa miasteczka Bon Temps.
- Tara Thornton (Rutina Wesley) – 48 odcinków – najlepsza przyjaciółka Sookie. Niezależna dziewczyna o silnym charakterze i ostrym języku. Praktycznie wychowywała się w domu Stackhouse’ów ze względu na matkę alkoholiczkę. Jest kuzynką LaFayetta.
- Sam Merlotte (Sam Trammell) – 48 odcinków – właściciel baru Merlotte's. Od lat potajemnie kocha się w Sookie, gdy ta zaczyna się interesować Billem, nawiązuje romans z Tarą. Jest zmiennokształtny.
- Arlene Fowler (Carrie Preston) – 48 odcinków – blisko czterdziestoletnia rozwódka wychowująca samotnie dzieci. Jest kelnerką w barze Merlotte's. Przyjaciółka Sookie Stackhouse.
- Lafayette Reynolds (Nelsan Ellis) – 48 odcinków – krewny Tary, przyjaciel Sookie. Pracuje jako kucharz w barze Merlotte’a. Jest żyjącym otwarcie gejem. Prywatnie zajmuje się handlem używkami (również narkotykiem 'V') i prowadzi własną stronę erotyczną.
- Detektyw Andy Bellefleur (Chris Bauer) – 48 odcinków – detektyw prowadzący sprawę zabójstw kobiet w Bon Temps, w późniejszych sezonach serialu. Lest uzależniony od "V", krwi wampirów.
- Szeryf Bud Dearborne (William Sanderson) – 48 odcinków – szeryf w Bon Temps. Wraz z detektyw Bellefluer prowadzi sprawę zabójstw kobiet.
- Hoyt Fortenberry (Jim Parrack) – 24 odcinki – kolega Jasona z pracy, stały bywalec baru Merlotte's.

Pozostali
- Eric Northman (Alexander Skarsgård) – 45 odcinki – bardzo stary i wpływowy wampir o wielkiej sile i zdolnościach. W przeszłości był wikingiem. Właściciel baru dla wampirów Fangtasia.
- Terry Bellefleur (Todd Lowe) – 20 odcinków – kuzyn Andy’ego, weteran wojny w Iraku.
- Maryann Forrester (Michelle Forbes) – 15 odcinków – wpływowa kobieta, pojawiająca się na końcu pierwszego sezonu. Jest menadą – nieśmiertelną kapłanką Bachusa, która posiada paranormalne zdolności – miesza ludziom w głowach, wyzwala w nich to, co nikczemne, najgorsze. Dowiadujemy się, iż była znajomą Sama Merlotte'a. Jej uroki nie działają na Sookie z racji tego, kim jest Sookie.
- Lettie Mea Thorton (Adina Porter) – 15 odcinków – uzależniona od alkoholu matka Tary.
- Jessica Hamby (Deborah Ann Woll) – 15 odcinków – dziewczyna przemieniona przez Billa Comptona w pierwszym sezonie w wampira.
- Benedict „Eggs” Talley (Mehcad Brooks) – 13 odcinków – chłopak Tary, nieświadomy sługa menady. Został zastrzelony przez Jasona, gdy w tej chwili sam groził Andy'emu Bellefleurowi nożem, przyznając się do popełnionych pod wpływem Maryann morderstw. Później Jasona z zarzutów oczyszcza Andy Bellefleur, zeznając szeryfowi, że to właśnie on go zastrzelił w obronie własnej.
- Mike Spencer (John Billingsley) – 13 odcinków – patolog.
- Rene Lenier (Michael Raymond-James) – 12 odcinków – narzeczony Arlene Fowler.
- Steve Newlin (Michael McMillian) – 12 odcinków.
- Sarah Newlin (Anna Camp) – 12 odcinków, żona Steve’a.
- Pam Ravenscroft (Kristin Bauer) – 11 odcinków – wampirzyca, przemieniona w wampira przez Erica Northmana, pracownica baru Fangtasia.
- Adele 'Gran' Stackhouse (Lois Smith) – 7 odcinków – babcia Sookie i Jasona. Wyznaje zasadę: najpierw poznaj – potem osądzaj.
- Amy Burley (Lizzy Caplan) – 6 odcinków – pracownica baru Merlotte's, dziewczyna Jasona. Zafascynowana boginią Gają żyje w zgodzie z naturą. Uzależniona od 'V'.
- Maxine Fortenberry (Dale Raoul) – 26 odcinków – mieszkanka Bon Temps, matka Hoyta.
- Jane Bodehouse (Patricia Bethune) – 10 odcinków – mieszkanka Bon Temps.
- Eddie Gauthier (Stephen Root) – wampir, od którego Lafayette pobierał krew.
- Godric (Allan Hyde) – 4 odcinki – stwórca Erica.
- Lorena Krasiki (Mariana Klaveno) – stwórca Billa.
- Sophie-Anne Leclerq  (Evan Rachel Wood) – królowa Luizjany.
- Tommy Mickens (Marshall Allman) – młodszy brat Sama.
- Alcide Herveaux (Joe Manganiello) – wilkołak strzegący Sookie.
- Jesús Velasquez (Kevin Alejandro) – sanitariusz w szpitalu psychiatrycznym, chłopak Lafayette'a.
- Russell Edgington (Denis O’Hare) – król Missisipi.
- Dawn Green (Lynn Collins) – kelnerka w barze Merlotte's, koleżanka Sookie.
- Crystal Norris (Lindsay Pulsipher) – znajoma Jasona, panterołak.
- Yvetta (Natasha Alam) – sezon 3 – Estonka, nowa tancerka w barze Fangtasia, kochanka Erica.
- Marnie Stonebrook (Fiona Shaw) – wiccanka.
- Nan Flanagan (Jessica Tuck) – przywódczyni Amerykańskiej Ligi Wampirów.
- Magister (Željko Ivanek) – wampirzy sędzia.
- Talbot (Theo Alexander) – kochanek Russella.
- Franklin Mott (James Frain) – wampir pracujący dla Russella, więził Tarę.

## Odcinki
Serial zgromadził największą całkowitą widownię spośród wszystkich dotychczasowych produkcji HBO, a już po drugim odcinku pierwszego sezonu zapowiedziano jego kontynuację. Produkcja otrzymała także dwie nominacje do Złotych Globów. Premiera 2 sezonu (również 12 odcinków) odbyła się w USA 14 czerwca 2009, zaś premiera 3 sezonu (także 12 odcinków) – 13 lipca 2010. 21 czerwca 2010 HBO ogłosiło, że serial będzie kontynuowany. 26 czerwca 2011 w Stanach Zjednoczonych wyemitowano 4, również 12-odcinkowy sezon serialu.
Polska premiera serialu odbyła się 7 lutego 2009 roku o godzinie 2200 w HBO Polska. Według danych AGB Nielsen Media Research średnia oglądalność pierwszych 10 odcinków wyniosła 76 tysięcy widzów (powyżej 4 roku życia). Najlepszą oglądalnością cieszył się pierwszy odcinek, który zgromadził średnio przed telewizorami prawie 188 tysięcy widzów.
| Sezon | Sezon | Odcinki | Premierowa emisja (HBO) | Premierowa emisja (HBO) | Premierowa emisja (HBO Polska) | Premierowa emisja (HBO Polska) |
| Sezon | Sezon | Odcinki | Premiera sezonu         | Finał sezonu            | Premiera sezonu                | Finał sezonu                   |
| ----- | ----- | ------- | ----------------------- | ----------------------- | ------------------------------ | ------------------------------ |
|       | 1     | 12      | 7 września 2008         | 23 listopada 2008       | 7 lutego 2009                  | 25 kwietnia 2009               |
|       | 2     | 12      | 14 czerwca 2009         | 13 września 2009        | 28 listopada 2009              | 13 lutego 2010                 |
|       | 3     | 12      | 13 czerwca 2010         | 12 września 2010        | 4 grudnia 2010                 | 19 lutego 2011                 |
|       | 4     | 12      | 26 czerwca 2011         | 11 września 2011        | 1 października 2011            | 17 grudnia 2011                |
|       | 5     | 12      | 10 czerwca 2012         | 26 sierpnia 2012        | 29 września 2012               | 15 grudnia 2012                |
|       | 6     | 10      | 16 czerwca 2013         | 18 sierpnia 2013        | 17 czerwca 2013                | 19 sierpnia 2013               |
|       | 7     | 10      | 22 czerwca 2014         | 24 sierpnia 2014        | 23 czerwca 2014                | 25 sierpnia 2014               |

## Twórcy

### Sezon 1
- Reżyserzy
  - Alan Ball (2 odcinki)
  - Michael Lehmann (2 odcinki)
  - Daniel Minahan (2 odcinki)
  - Scott Winant (2 odcinki)
- Scenarzyści
  - Alan Ball (13 odcinków)
  - Charlaine Harris (13 odcinków)
  - Alexander Woo (3 odcinki)
  - Brian Buckner (2 odcinki)
  - Chris Offutt (2 odcinki)
  - Raelle Tucker (2 odcinki)